# Henry Mitchell MacCracken
Pour les articles homonymes, voir MacCracken.
Henry Mitchell MacCracken (1840-1918) est un éducateur américain né à Oxford dans l'Ohio. En 1857, il sortit diplômé de l'université Miami située dans l'Ohio. Après une brève carrière de professeur, il devint pasteur presbytérien en 1863. Entre 1881 et 1884, il fut chancelier de l'université de Pittsburgh (ancienne Université Western). 

## Biographie
En 1884, Henry Mitchell MacCracken est nommé professeur de philosophie et vice-chancelier de l'université de New York, avant d'en devenir chancelier en 1891. Avant sa retraite en 1910, il fit acquérir le campus d'University Heights et fonda plusieurs écoles (école de commerce, de pédagogie). L'école de médecine s'associa avec l'hôpital Bellevue.
Henry Mitchell MacCracken eut deux fils : Henry Noble MacCracken, président (1915-46) du Vassar College et John Henry MacCracken, président (1915–26) du Lafayette College. 

## Postérité
Le hall d'une résidence de l'université Miami porte son nom.